# Международная кампания за запрещение ядерного оружия
Международная кампания за ликвидацию ядерного оружия (ICAN, англ. International Campaign to Abolish Nuclear Weapons) — международная общественная организация, созданная в 2007 году с целью содействия утверждению и выполнению Договора о запрещении ядерного оружия.
В 2017 году получила Нобелевскую премию мира. Награда была вручена за работу этой организации по привлечению внимания к катастрофическим гуманитарным последствиям любого применения ядерного оружия и за её новаторские усилия по достижению запрета на такое оружие на основе договоров.

## История организации
В сентябре 2006 года организация «Врачи мира за предотвращение ядерной войны» (лауреат Нобелевской премии мира 1985 года) на своём конгрессе в Хельсинки постановила начать Международную кампанию за запрещение ядерного оружия. В создание организации было два важных этапа: первый 23 апреля 2007 года в Мельбурне, когда были собраны средства для начала кампании, и второй — 30 апреля того же года в Вене, на встрече стран-участниц Договора о нераспространении ядерного оружия. Национальные кампании за запрещение ядерного оружия были запущены в десятках стран мира.
Основатели организации были воодушевлены успехом Международного движения за запрещение противопехотных мин, сыгравшего ключевую роль в подготовке Оттавского договора, и посчитали возможным проведение подобной международной кампании в отношении ядерного оружия.

## Миссия
На переговорах по разоружению организация акцентирует внимание на гуманитарную угрозу, которую представляет собой ядерное оружие из-за своей уникальной разрушительной силы, неизбирательного действия, катастрофических последствий его применения для окружающей среды и здоровья человека, отягчённых разрушением медицинской и спасательной инфраструктуры, долговременных последствий радиоактивного загрязнения местности.